# エフエムマザーシップ
株式会社エフエムマザーシップは、和歌山県有田郡湯浅町、広川町、有田川町の各一部地域を放送対象地域として超短波放送（FM放送）をする特定地上基幹放送事業者である。
FMマザーシップそのままの愛称でコミュニティ放送をしている。

## 概要
2001年（平成13年）開局。和歌山県で2局目のコミュニティ放送局である。
広川町の主婦であった坂口緑が、阪神・淡路大震災をきっかけにコミュニティ放送の必要性を感じ「FMマザーシップ準備委員会」を立ち上げ、開局に至った。代表取締役社長に就任した坂口緑がマスメディア集中排除原則にいう支配関係にある。
本社・演奏所（スタジオ）は湯浅町湯浅にある。送信所は有田川町長谷の鷲ヶ峰コスモスパークにあり、電力はここの風力発電施設のよるもので賄っている 。放送局（現・特定地上基幹放送局）の呼出符号はJOZZ7AV-FM、呼出名称はエフエムマザーシップ、周波数88.9MHz、空中線電力10Wで放送区域は湯浅町、広川町、吉備町の各一部地域とその周辺。
- 聴取可能地域は和歌山市、御坊市、海南市、湯浅町、有田川町、広川町、由良町、美浜町、日高町、日高川町（一部地域を除く）、エリア内人口は約45万人と称している[5]。

番組は音楽放送も含め24時間のほとんどが自社制作による（公式ウェブサイトでは全てと案内されているが、わずかに他社制作のものがある）。通常、日曜日に生放送はなく、事務所自体が閉鎖されている。
3町を管轄する湯浅警察署とは「災害時の緊急放送に関する協定」を締結している。

## 沿革
- 2001年（平成13年）
  - 8月7日 - 放送局の予備免許取得[4]。
  - 9月15日 - 株式会社エフエムマザーシップを設立[5]。
  - 11月26日 - 放送局の免許取得[7]。
  - 12月7日 - 開局[7]。
- 2002年（平成14年）5月 - 地元の小中学校の修学旅行中継を開始。
- 2006年（平成18年）
  - 4月 - インターネットテレビを開始。
  - 11月8日 - 湯浅警察署と「災害時の緊急放送に関する協定」を締結[6]。

## 主な番組
- 朝10時心の修行（月 - 金 10:00 - 11:00）
- サンサンクルーズ（月 - 金 11:30 - 13:00）
- イブニングクルーズ（金 17:00 - 19:00）
- アンゼルセン塾「世界の美しいお話し」